# Fincha Airport
Fincha Airport är en flygplats i Etiopien. Den ligger i den centrala delen av landet, 160 km väster om huvudstaden Addis Abeba. Fincha Airport ligger 2 272 meter över havet.
Terrängen runt Fincha Airport är varierad, och sluttar österut. Runt Fincha Airport är det ganska tätbefolkat, med 60 invånare per kvadratkilometer. I omgivningarna runt Fincha Airport växer huvudsakligen savannskog.